# Меджидов, Абдулхаким Камилович
Абдулхаким Камилович Меджидов (29 ноября 1986, Буйнакск, Дагестанская АССР, РСФСР, СССР) —  российский спортсмен, специализируется по ушу, чемпион России, призёр чемпионатов Европы. 

## Биография
Ушу-саньда начал заниматься в 1998 году. Занимался в халимбекаульской РАШБИ «Пять сторон света» у тренера Гусейна Магомаева. В 2008 году стал чемпионом России и серебряным призёром чемпионата Европы, в 2014 году стал бронзовым призёром чемпионата Европы. С 2015 по 2017 годы провёл 4 профессиональных боя, один выиграл, один свёл вничью и два проиграл.

## Спортивные достижения
- Чемпионат России по ушу 2008 — ;
- Чемпионат Европы по ушу 2008 — ;
- Чемпионат Европы по ушу 2014 — ;

## Личная жизнь
В 2003 году окончил РАШБИ «Пять сторон света» в Халимбекауле.